# Ludwig 1881
Ludwig 1881 ist ein deutsches Filmdrama der Regisseure Donatello Dubini und Fosco Dubini aus
dem Jahr 1993. In der Hauptrolle des Königs Ludwig II. ist Helmut Berger zu sehen.

## Handlung
Im Sommer 1881 unternimmt der König Ludwig II. zusammen mit dem Münchener Hofschauspieler Josef Kainz inkognito eine Reise in die Schweiz an den Vierwaldstättersee. Dort beziehen sie eine Villa und unternehmen mit einem Boot Ausflüge zu Originalschauplätzen von Schillers Wilhelm Tell. Dort soll der Schauspieler Kainz nach Willen des Königs die entsprechenden Szenen nachspielen.
Damit sich der Schauspieler besser in seine Rolle hineinversetzen kann, befiehlt ihm der König weite Wanderungen zu unternehmen. Doch der Kainz ist zu müde und dreht auf der Hälfte des Weges um, sehr zur Enttäuschung des Königs.
Auch weil sich Kainz mehr für die schöne Touristin Sara zu interessieren beginnt und so Termine mit dem König versäumt, bricht Ludwig schließlich die Reise ab und beendet auch die Freundschaft zwischen ihm und Kainz.
Unterbrochen werden die Szenen der Reise von Rückblicken, in denen Ludwig auf seinen zahlreichen Schlössern zu sehen ist. Dort beschäftigt er sich mit Erfindungen, die Blitz, Donner und sogar Regenbögen aus seiner Phantasiewelt in die Realität übertragen sollen.

## Hintergrund
Helmut Berger war bereits als Ludwig II. 1972 in Luchino Viscontis Film Ludwig II. zu sehen.
Zum Zeitpunkt des Drehs war Helmut Berger 49 Jahre alt, König Ludwig II. zur Zeit der Filmhandlung erst 36.

## Kritik
„Ein auf den ersten Blick historisch angelegter Film. Seine weitgehend statischen Bilder verweisen aber auch auf die Unmöglichkeit der Gleichheit, und Ludwig II. wird als Medienmensch in modernem Sinne dargestellt. Besonders interessant: der Status der Natur, die zur Kulisse umfunktioniert wird. Intelligente Unterhaltung, die zu Überlegungen über Wahrhaftigkeit und die Macht der Medien anregt.“

„Ludwig 1881 ist nicht nur sehenswert, sondern von einer stillen poetischen Größe [...] Fosco und Donatell Dubini gelang es durch einen ruhig fliessenden Rhythmus, ihrem Spielfilm eine ironische Leichtigkeit zu geben und ihn in einer zeitlosen Schwebe zu halten. Ihr Film sagt mehr und stimmt mehr als jede hektische Bilderflut. Ludwig 1881 ist ein Kunstwerk.“

„Hohe Bild- und Sprachkultur, nie akademisch abgehoben, ließen den Film in Locarno zu dem Wettbewerbsereignis werden. Dass die vor allem auf plane TV-Ästhetik geeichte Jury ihn nicht würdigte, sollte die Schöpfer als Ehre betrachten.“

„Das deutsche Feuilleton hat das filmische Experiment gefeiert. Fazit: Poetisch-bizarres Porträt eines Exzentrikers“

„Eine poetische Reise in die falsche Imagination des legendär verrückten Königs, mit atemberaubenden Landschaftsaufnahmen vom Vierwaldstätter See, humorvollen Einlagen durch die beiden Kammerdiener, zwei bayerischen Laurel & Hardy, und einer schönen Bewußtmachung, wie Rituale in ihrer Strenge die Nachstellung von Kunst verhindern. Und natürlich Helmut Berger überragend zwischen Einsamkeit, Sehnsucht und Spinnertheit. Für ausgewählte Programmkinos eine Perle.“

## Auszeichnungen
Der Film wurde zu zahlreichen internationalen Filmfestivals eingeladen. So war er im Wettbewerb um den Goldenen Leopard bei dem Internationalen Filmfestival von Locarno, sowie im Wettbewerb des Internationalen Filmfestival Thessaloniki. Ebenso im Wettbewerb beim Chicago International Film Festival sowie den Internationalen Hofer Filmtagen. Gezeigt wurde der Film bei zahlreichen weiteren Festivals und war im Panorama der Internationalen Filmfestspiele Berlin.
Ausgezeichnet wurde der Film schließlich mit dem Zürcher Filmpreis, sowie 2. Preis des Filmfestival Figuera da Foz und war Hong Kong Critic’s Choice.